# Parochlus Lake
Der Parochlus Lake ist ein flacher See auf Südgeorgien. Er liegt westnordwestlich des Husvik Harbour am Kopfende des Karrakatta Valley.
Das UK Antarctic Place-Names Committee benannte ihn 1991 nach der Zuckmückenart Parochlus steinenii, deren Larven die Flachwasserzone nahe dem Seeufer besiedeln.